# Giacinto Ferro
Giacinto Ferro (Palazzolo Acreide, 22 novembre 1943 – Valverde, 25 dicembre 2016) è stato un attore italiano.

## Biografia
Nato a Palazzolo Acreide, già dopo qualche mese si trasferisce con la famiglia a Catania. Dopo gli studi superiori classici, entra all'esattoria di Catania.
Scoprendo nel 1966 che Mario Giusti, direttore del Teatro Stabile di Catania, sta inaugurando la scuola di recitazione, decide di iscriversi al primo corso per attori. Completato il corso, prende parte fino al 1974 a vari spettacoli del Teatro Stabile di Catania tra cui I Viceré e il Mastro don Gesualdo con Turi Ferro. Dopo quest'ultimo spettacolo decide di lasciare il teatro per dedicarsi ad altro. Nel 1981 viene richiamato da Mario Giusti per lavorare nell'organizzazione. Finita nel 1987 la collaborazione come organizzatore al Teatro Stabile, comincia a frequentare alcune piccole compagnie teatrali locali.
Nella prima metà degli anni novanta comincia anche a recitare nel cinema, prendendo parte ad alcuni film tra cui Giovanni Falcone, La scorta e Il giudice ragazzino. Insieme all'attività cinematografica è tornato a recitare in alcuni spettacoli del Teatro Stabile etneo; nel Gattopardo e nel Consiglio d'Egitto con Turi Ferro e nell'Amico di tutti con Tuccio Musumeci.
Partecipa anche a molte fiction, tra cui Il commissario Montalbano, dove interpreta il questore Bonetti Alderighi, e la miniserie televisiva Il capo dei capi dove interpreta il boss Michele Navarra.

## Filmografia

### Cinema
- Bronte: cronaca di un massacro che i libri di storia non hanno raccontato, regia di Florestano Vancini (1972)
- Giovanni Falcone, regia di Giuseppe Ferrara (1993)
- La scorta, regia di Ricky Tognazzi (1993)
- Il giudice ragazzino, regia di Alessandro Di Robilant (1994)
- Mario e il mago, regia di Klaus Maria Brandauer (1994)
- Marianna Ucrìa, regia di Roberto Faenza (1997)
- Ilaria Alpi - Il più crudele dei giorni, regia di Ferdinando Vicentini Orgnani (2002)
- Tre giorni d'anarchia, regia di Vito Zagarrio (2004)
- Cattolica, regia di Rudolph Jula (2004)
- La passione di Cristo, regia di Mel Gibson (2004)
- La scomparsa di Patò, regia di Rocco Mortelliti (2010)
- Romanzo di una strage, regia di Marco Tullio Giordana (2012)
- Amiche da morire, regia di Giorgia Farina (2013)

### Televisione
- L'età di Cosimo de' Medici, regia di Roberto Rossellini (1973)
- Vite blindate, regia di Alessandro Di Robilant (1998)
- La piovra 9 - Il patto, regia di Giacomo Battiato (1998)
- La voce del sangue, regia di Alessandro Di Robilant (1999)
- Il commissario Montalbano, regia di Alberto Sironi (1999-2017)
- Il furto del tesoro, regia di Alberto Sironi (2000)
- La Sindone - 24 ore, 14 ostaggi, regia di Lodovico Gasparini (2001)
- Il commissario - episodio Il traditore (2002)
- Don Matteo 3 - episodio La lettera anonima, regia di Leone Pompucci (2002)
- Polizeiruf 110 - episodio Mein letzter Wille, regia di Ulrich Stark (2004)
- Virginia, la monaca di Monza, regia di Alberto Sironi (2004)
- Paolo Borsellino, regia di Gianluca Maria Tavarelli (2004)
- A voce alta, regia di Vincenzo Verdecchi (2006)
- Distretto di Polizia 6, regia di Antonello Grimaldi - serie TV, episodio 6x03 (2006)
- Giovanni Falcone - L'uomo che sfidò Cosa Nostra, regia di Andrea Frazzi e Antonio Frazzi (2006)
- Un dottore quasi perfetto, regia di Raffaele Mertes (2007)
- Liberi di giocare, regia di Francesco Miccichè (2007)
- L'avvocato Guerrieri - Testimone inconsapevole, regia di Alberto Sironi (2007)
- R.I.S. 3 - Delitti imperfetti, regia di Pier Belloni – serie TV,  episodio 3x08 (2007)
- Il capo dei capi, regia di Enzo Monteleone e Alexis Sweet (2007)
- Agrodolce, di registi vari (2008-2009)
- L'ultimo padrino, regia di Marco Risi (2008)
- Come un delfino, regia di Stefano Reali (2010)
- Squadra antimafia - Palermo oggi - serie TV, 6 episodi (2012, 2016) - Ruolo: Giovanni Consolo e Adamo Corda
- Boris Giuliano - Un poliziotto a Palermo, regia di Ricky Tognazzi - miniserie , episodio 1 (2016)